# Strada R256

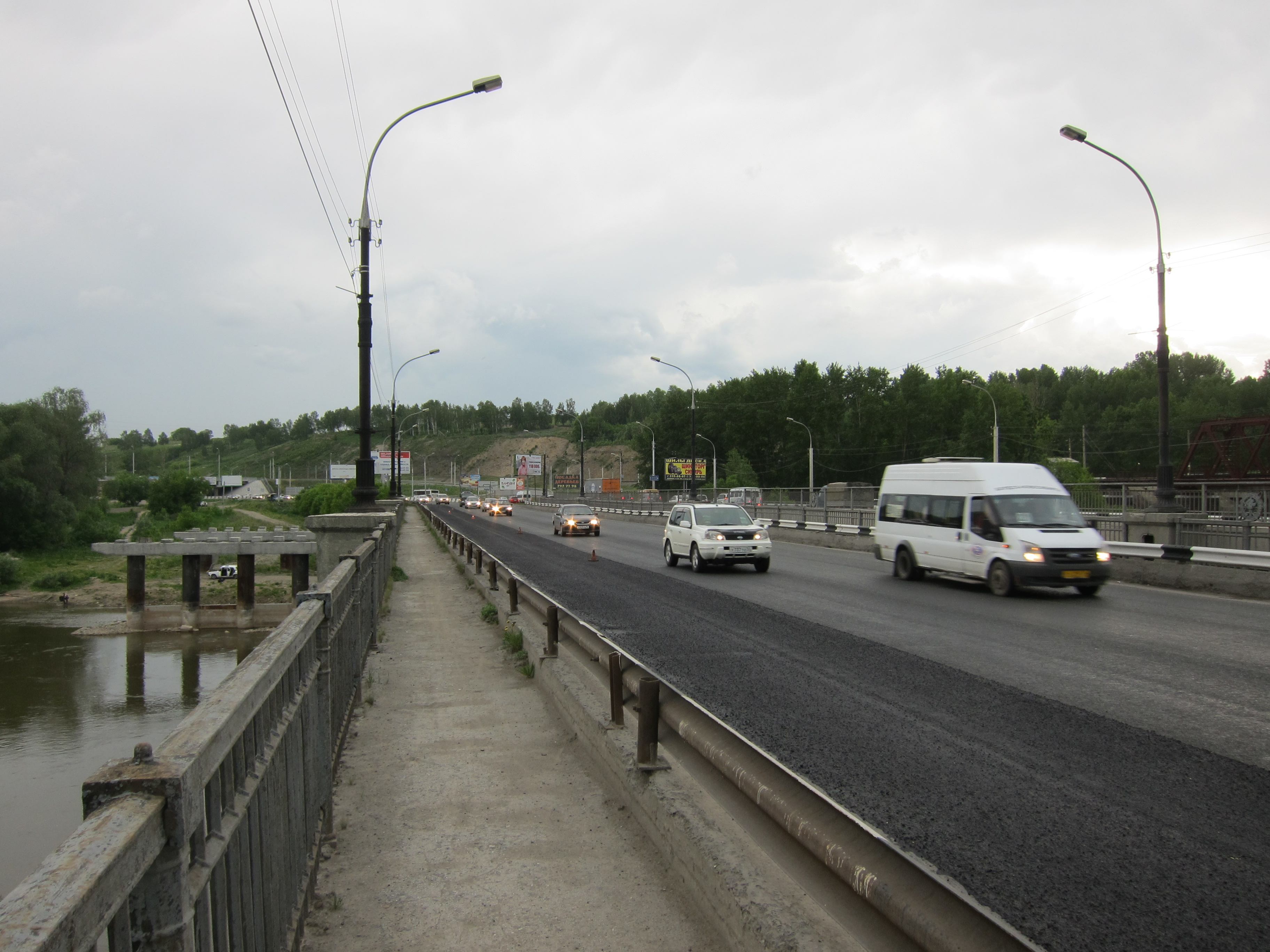
Il ponte sull'Injaa Novosibirsk

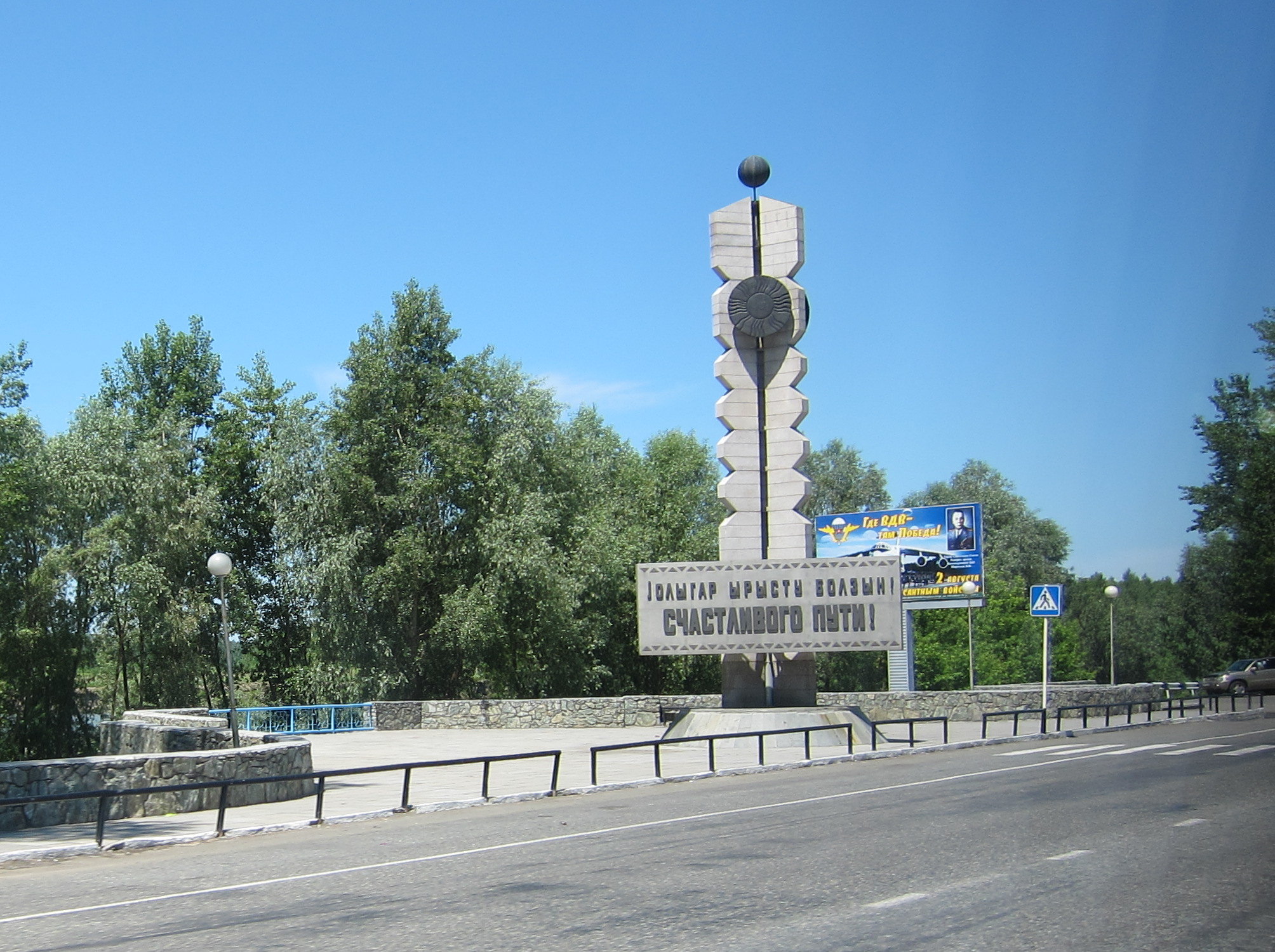
Il confine tra la Repubblica dell'Altaj e il Territorio dell'Altaj

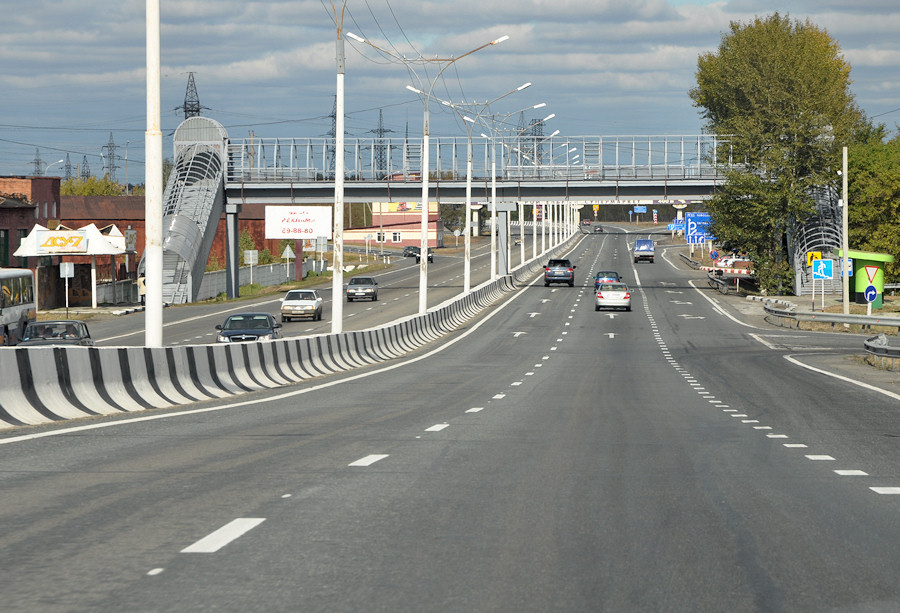
Presso Novoaltajsk

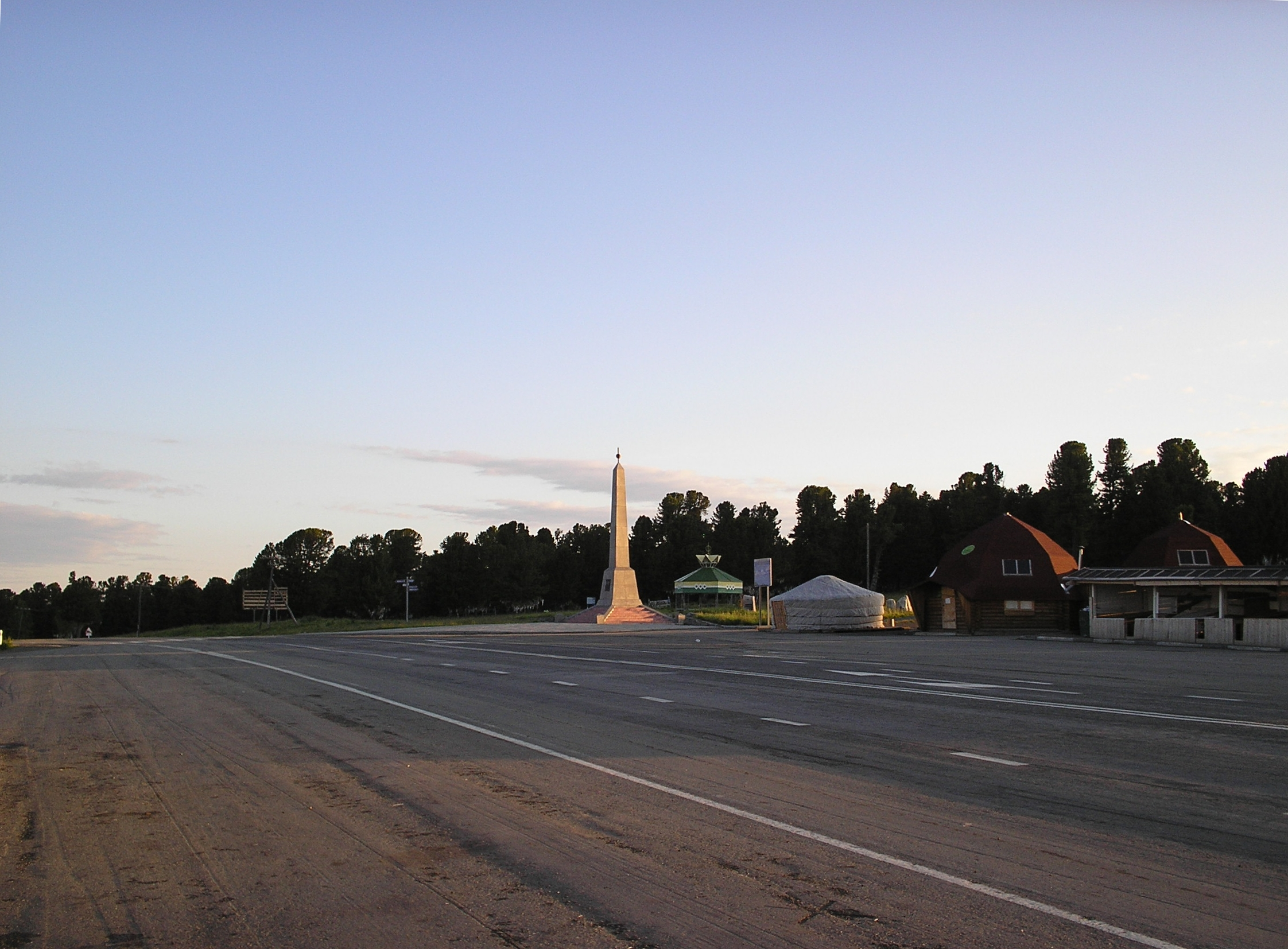
Il passo Seminskij (2507 m)

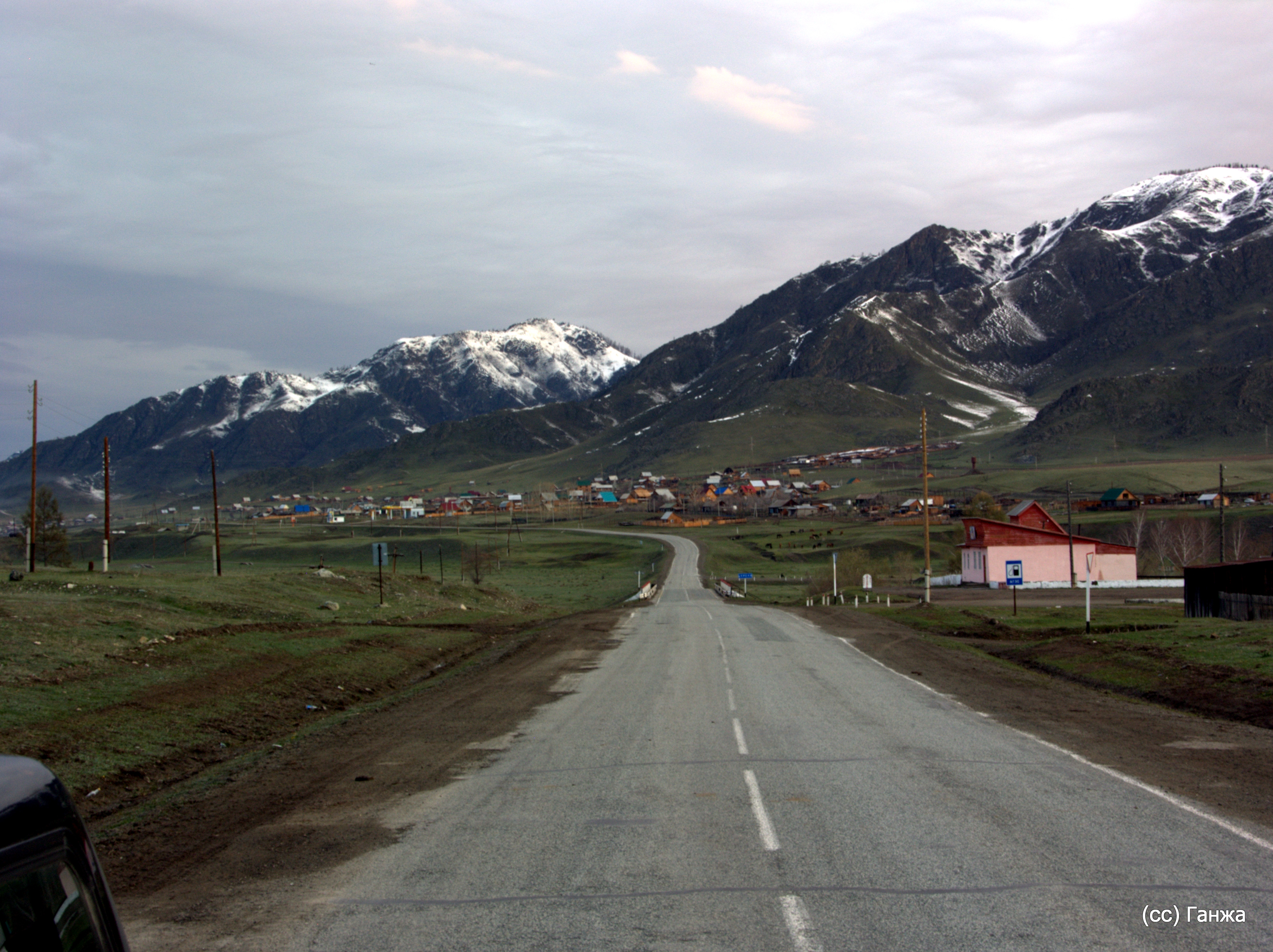
Ongudaj

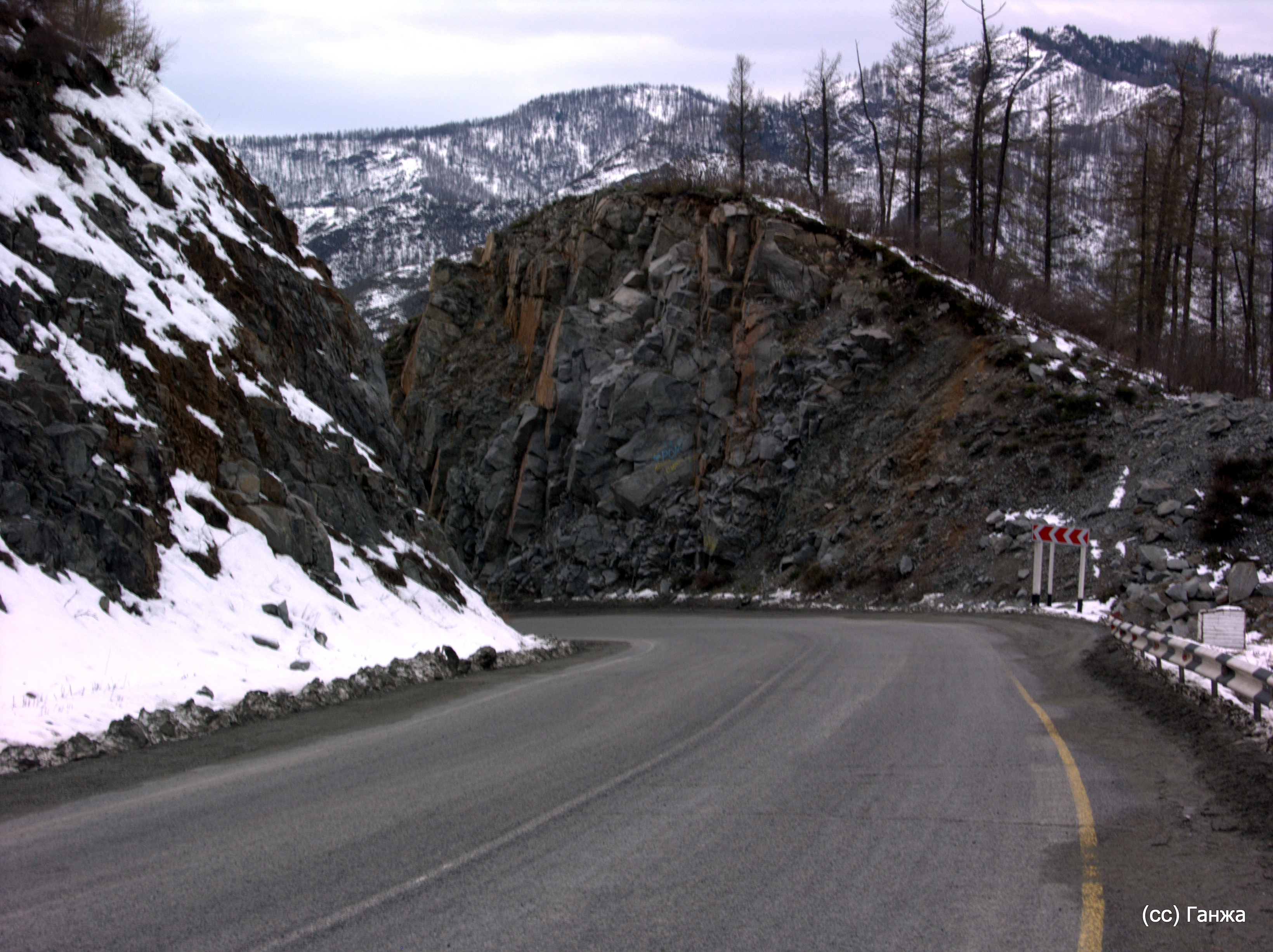
Sul passo Čike-Taman

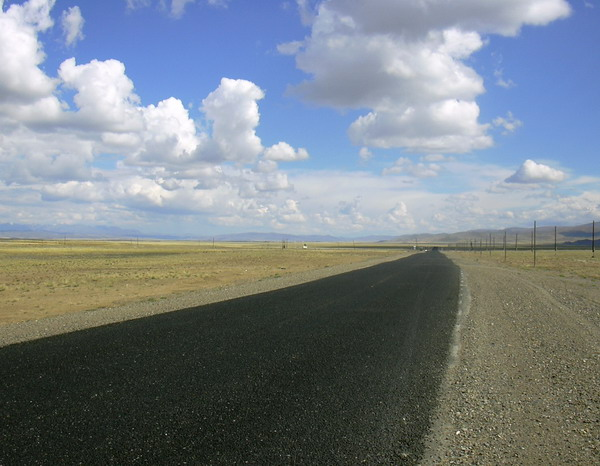
La R256 nella steppa della Čuja (Koš-Agačskij rajon)

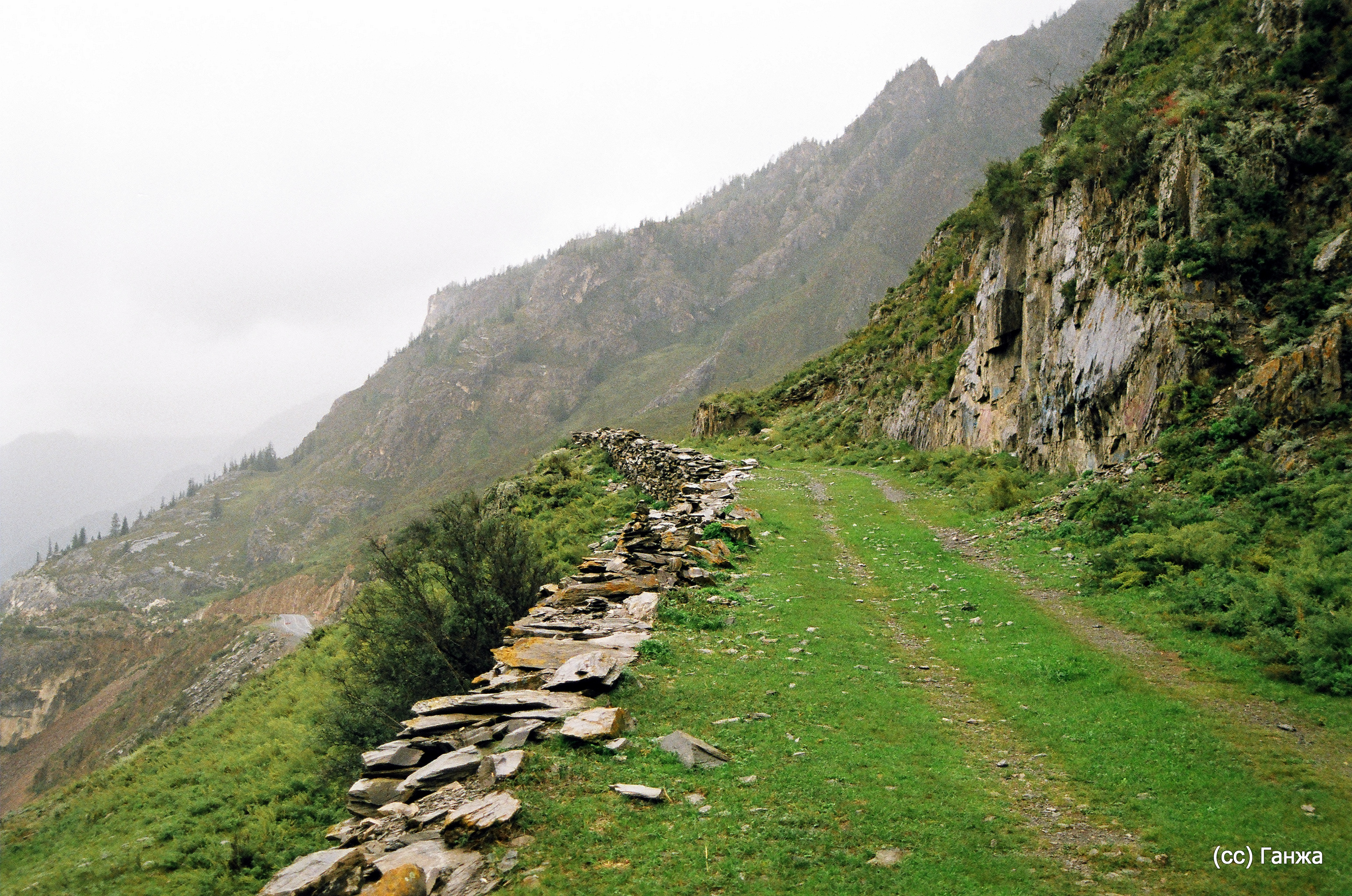
Un tratto del vecchio percorso

La strada federale R256 «Čujskij trakt» (in russo Федера́льная автомоби́льная доро́га Р256 «Чу́йский тракт»?) è una strada federale russa che attraversa l'Oblast' di Novosibirsk, il Territorio dell'Altaj e la Repubblica dell'Altaj collegando Novosibirsk - Novoaltajsk - Bijsk - Majma al confine di stato con la Mongolia. La strada, lunga circa 962 km, fa parte del percorso asiatico AH4 (Novosibirsk-Bijsk-Hovd-Bulgan-Ürümqi-Kashgar-Islamabad-Karachi).
La strada ha ricevuto la sigla R256 nel 2010. In precedenza si chiamava M52. La dicitura «Čujskij trakt», assegnatale nel 1961, si deve al fiume Čuja, affluente del Katun', la cui valle la R256 segue per un lungo tratto quando attraversa i monti Altaj.

## Descrizione
La strada ha inizio a Novosibirsk (Oblast' di Novosibirsk) e raggiunge Berdsk attraversando la baia Berdskij. Entra poi nel Territorio dell'Altai: a Talmenka passa il fiume Čumyš, mentre il suo percorso si snoda attraversando l'altopiano della Bija e del Čumyš.
Passa Novoaltajsk, dove c'è un collegamento con Barnaul. Attraversa la Bija a Bijsk e si affianca poi al corso del Katun'. A Majma entra nella Repubblica dell'Altai e continua a seguire il Katun' fino a Ust'-Sema dove risale tutto il corso del Sema fino a passo Seminskij (Семинский перевал, 2507 m) superando la cresta dei monti Seminskij.
Seguendo il corso di un suo affluente, lungo il versante nord-est dei monti Terektinskij, raggiunge l'Ursul cui si affianca fino a dopo aver sorpassato Ongudaj. Segue quindi per un tratto il fiume Malyj Il'gumen', valica il passo Čike-Taman (1 295 m) e scende seguendo il Bol'šoj Il'gumen' fino a incontrare nuovamente il Katun' in un percorso che si snoda tra i monti Ajgulakskij (a nord-est) e i Terektinskij (a sud-ovest).
Dopo il villaggio di Inja abbandona il Katun' svoltando e est lungo la Čuja di cui segue il percorso sul lato destro del fiume. Dopo Aktaš, lungo il versante sud-ovest dei monti Kurajskij, attraversa prima la steppa di Kuraj per percorrere poi tutta la steppa della Čuja. L'ultimo centro abitato che tocca prima del confine con la Mongolia è Tašanta.
Il confine russo-mongolo, tra la Repubblica dell'Altai e la Provincia del Bajan-Ôlgij, si trova al passo Durbėt-Daba (2 481 m), che separa la cresta dei monti Sajljugem dai monti Čichačëv.

## Percorso
| R256 «Čujskij trakt» |                                                    |          |
| Tipologia            | Indicazione                                        | ↓km      |
|                      | - Oblast di Novosibirsk -                          |          |
|                      | Novosibirsk                                        | 0 km     |
|                      | Berdsk                                             | 37 km    |
|                      | Iskitim                                            | 52 km    |
|                      | Čerepanovo                                         | 99 km \| |
|                      | - Territorio dell'Altaj -                          |          |
|                      | Tal'menka                                          | 151 km   |
|                      | Novoaltajsk (collegamento con Barnaul, 17 km)      | 217 km   |
|                      | Bijsk                                              | 364 km   |
|                      | Bystrjanka (collegamento con Krasnogorskoe, 30 km) | 419 km   |
|                      | - Repubblica dell'Altaj -                          |          |
|                      | Majma (collegamento con Gorno-Altajsk, 5 km)       | 453 km   |
|                      | Ust'-Sema (collegamento con Čemal, 37 km)          | 511 km   |
|                      | Šebalino                                           | 564 km   |
|                      | Tuekta                                             | 629 km   |
|                      | Ongudaj                                            | 636 km   |
|                      | Inja                                               | 722 km   |
|                      | Aktaš (collegamento con Ulagan, 53 km)             | 788 km   |
|                      | Koš-Agač                                           | 893 km   |
|                      | Tašanta                                            | 942 km   |
|                      | confine di stato con la Mongolia                   |          |

## Storia
Anticamente il «Čujskij trakt» era conosciuto come «Mungal'skij trakt» (Мунгальский тракт), ve ne sono riferimenti nelle cronache cinesi di mille anni fa. Il tratto che si trova tra le montagne dell'Altaj è stato percorso sia dagli Unni che dagli eserciti dell'Orda d'Oro.
Lo sviluppo di questo percorso iniziò nel 1756, quando l'Altaj meridionale divenne parte dell'Impero russo. Fino all'inizio del XX secolo, rimase un sentiero di montagna usato da mercanti e pellegrini diretti alla parte superiore del fiume Katun'. Il primo tratto carrozzabile da Ongudaj a Koš-Agač (225 km) risale al 1903.
Il 26 maggio 1922, il tratto Čujskij ricevette lo status di strada di importanza nazionale, ma negli anni a seguire cadde in grave declino. Durante la guerra civile, quasi tutti i ponti sui fiumi di montagna furono distrutti. Tutti i lavori per la costruzione della strada nel periodo prebellico furono eseguiti dagli abitanti dei villaggi vicini e dai prigionieri dei gulag. Il 1 gennaio 1935 fu messo in funzione il tratto Čujskij.
Gli ultimi cambiamenti radicali hanno avuto luogo a metà degli anni Ottanta, quando fu varata una nuova strada attraverso il passo Čike-Taman. Nel luglio del 2019, è stata aperta un'uscita verso l'aeroporto di Gorno-Altajsk.

## Cultura
Il «Čujskij trakt» è una delle poche strade al mondo che ha un proprio museo. Si trova nell'edificio del Museo delle tradizioni locali di Bijsk.
Nel 2014, la rivista National Geographic ha inserito il «Čujskij trakt» nell'elenco delle dieci strade più belle del mondo.